# Thulebron
Thulebron är en gång- och cykelbro i Sundsvall som utgör Thulegatans förlängning över Selångersån till Norrmalmsparken. Bron, som ligger mellan Storbron och Puckelbron, smyckas sommartid med blommor.